# Schwabelweis

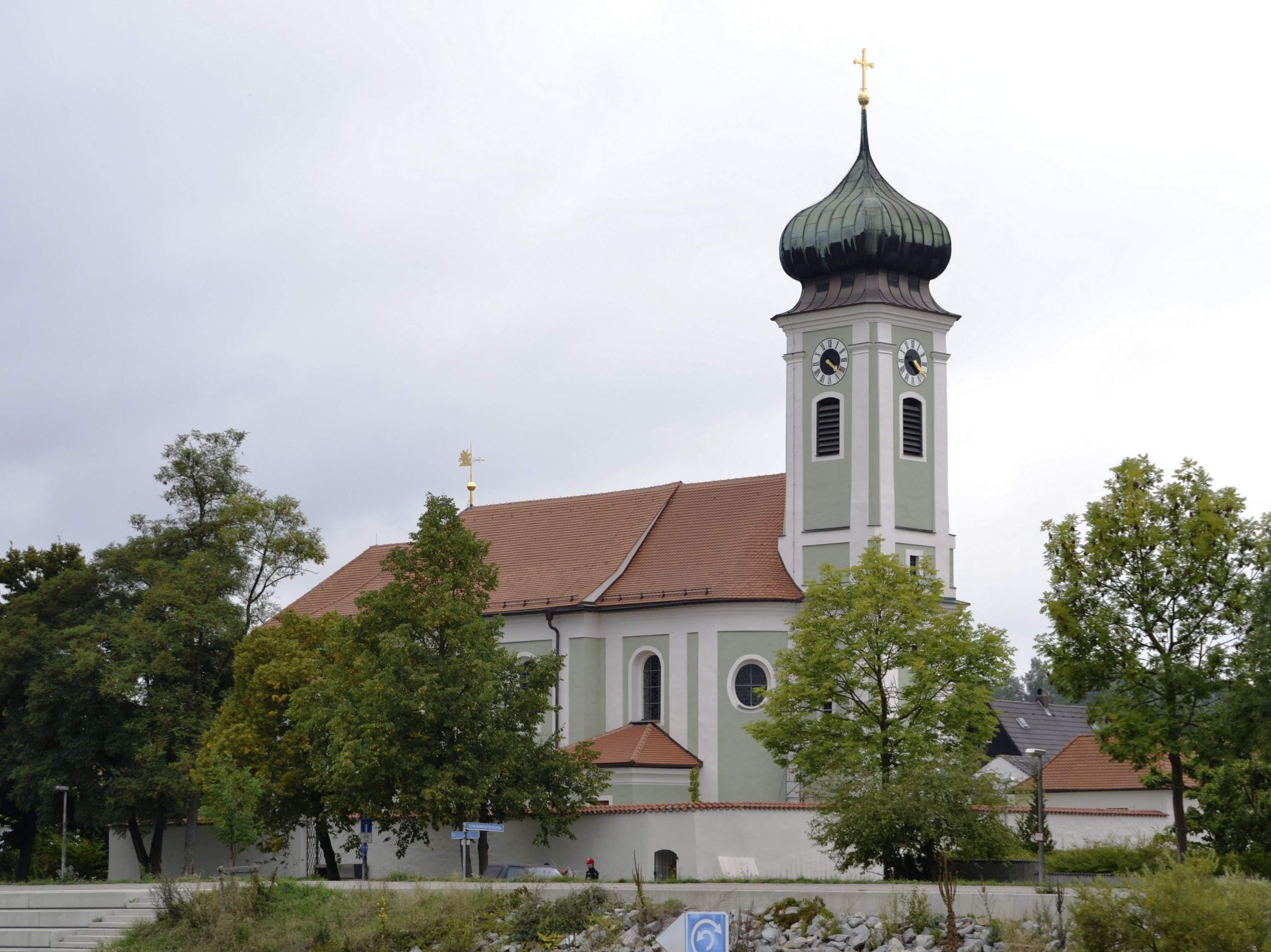
Die Pfarrkirche St. Georg

Schwabelweis ist ein Pfarrdorf und eine frühere Gemeinde im Landkreis Regensburg und bildet heute den Stadtbezirk 09 der kreisfreien Stadt Regensburg im Bezirk Oberpfalz des Freistaates Bayern.

## Geographie

### Lage
Schwabelweis liegt am linken Donauufer, am nordöstlichen Stadtrand von Regensburg, in der Ebene zwischen Donau und Keilstein. Der Bezirk grenzt im Westen an Weichs, im Norden an Keilberg und nach Osten an die Gemeinde Tegernheim, die einzige Grenze, die wegen des fließenden Übergangs nicht ohne weiteres erkennbar ist. Im Süden schließt Schwabelweis mit der Donau ab. Die Höhenlage des Orts beträgt 332,4 m ü. NHN.

### Statistik
(Stand: 31. Dezember 2016, Quelle: Stadt Regensburg, Amt für Stadtentwicklung, Abteilung Statistik)
- Einwohner: 2.181 Gesamtbevölkerung, davon
  - römisch-katholisch: 60,7 %
  - evangelisch: 9,1 %
  - sonstige/ohne Bekenntnis: 30,3 %
- Fläche: 174 ha

### Karten

Stadtbezirk 09 = Schwabelweis
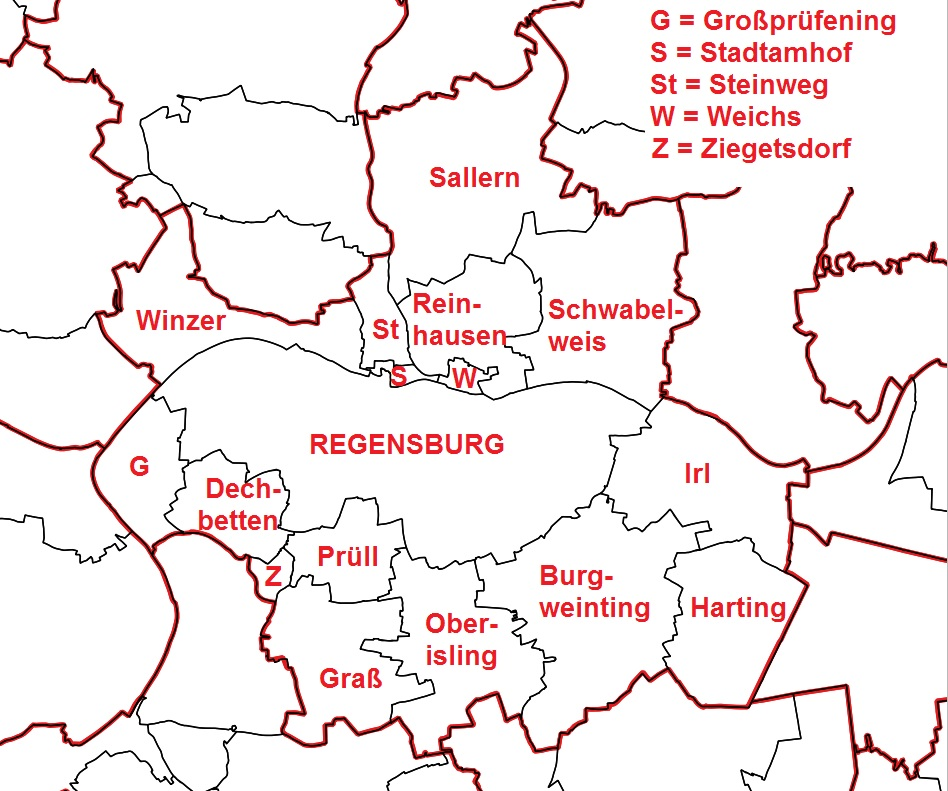
Die Gemarkung Schwabelweis umfasst auch weite Teile des nördlich angrenzenden Stadtbezirks 06 Brandlberg-Keilberg

## Geschichte
Schwabelweis war schon immer ein Siedlungsgebiet. Sogar aus der Zeit um das Ende der Altsteinzeit wurden in den Höhlen beim Riegerfelsen am Keilsteiner Hang Steinwerkzeuge und andere Zeugnisse der damaligen Bewohner gefunden.
Erstmals urkundlich erwähnt wurde Schwabelweis in einer Schenkungsurkunde aus dem Jahre 821. Darin werden neben anderen, drei Gehöfte in dem Ort SUABILUUIS dem Reichsstift Sankt Emmeram in Regensburg vermacht. Bis zur Säkularisation von 1803 blieben diese im Besitz des Reichsstiftes, allerdings unterstand der Ort hochgerichtlich spätestens seit 1715 dem bayerischen Landgericht Stadtamhof. Die „Dorfgemeinschaft Schwäbelweis“ wird das erste Mal in einem Gerichtsakt aus dem Jahre 1556 erwähnt.
Im Dreißigjährigen Krieg war der Ort Schwabelweis der nördliche Brückenkopf einer Pontonbrücke über die Donau. Die Brücke lag außerhalb der Reichweite der Artillerie der Schweden, die Regensburg besetzt hatten. Die Brücke wurde von bayerischen und burgundischen Regimentern benutzt, die ihre Lager in den westlich benachbarten Orten Reinhausen und Barbing hatten. Diese Regimenter wurden im Verlauf der Belagerung und Rückeroberung von Regensburg auf dem südlichen Donauufer bei den Kämpfen um die schwedischen Befestigungsanlagen am Ostentor in Regensburg eingesetzt.
Mit dem Reichsdeputationshauptschluss von 1803 war der Ort zunächst zwischen dem Fürstentum Regensburg Karl Theodor von Dalbergs und Bayern umstritten, fiel aber später, 1810, vollständig an Bayern. Ab 1818 gab es mit dem bayerischen Gemeindeedikt in der „Ruralgemeinde“ Schwabelweis einen gewählten Gemeindevorsteher – später Bürgermeister genannt. Zu Schwabelweis gehörten neben dem eigentlichen Kirchdorf der Weiler Walhallastraße, die Einöde Keilsteiner Keller, Keilsteiner Hang, Tegernheimer Keller und das Gut Harthof. Ab 1862 kam Schwabelweis in die Zuständigkeit des neu gegründeten Bezirksamtes Stadtamhof.
1921 umfasste das Gemeindegebiet etwa 480 ha, 907 Einwohner wurden gezählt. Als sich im Jahre 1922 Brandlberg und Keilberg nach Schwabelweis eingemeinden ließen, wuchs das Gemeindegebiet auf 739 ha und die Zahl der Bewohner stieg auf 1618.
Am 1. April 1924 endete die Selbstständigkeit von Schwabelweis mit der Eingemeindung nach Regensburg.

## Kultur und Sehenswürdigkeiten

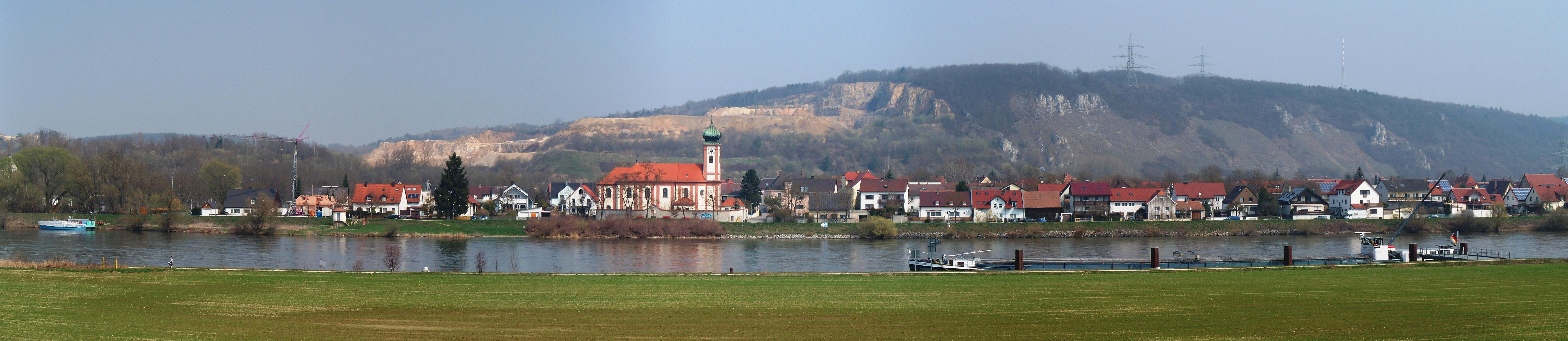
Panoramaaufnahme von Schwabelweis mit Kirche St. Georg

- Pfarrkirche St. Georg

## Verkehr
Schwabelweis war Haltepunkt der schmalspurigen Walhallabahn zwischen Regensburg und Wörth an der Donau.

## Vereine

### Sport
Der Sportverein „SV Schwabelweis“ (gegründet 1945) bietet Fitnesstraining, Fußball, Kinderturnen, Showtanzen, Qigong, Stockschießen, Tennis (TC Schwarz-Weiß Schwabelweis) und Baseball (Buchbinder Legionäre Regensburg). Die Fußballabteilung hat seit dem Sommer 2004 mit der DJK Regensburg Nord eine Spielgemeinschaft gebildet, die für Jugend und Erwachsenenmannschaften gültig war, Seit der Saison 2022/2023 gilt dies weiterhin für die 1. Mannschaft und die 2. Herrenmannschaft. Die Schüler und Jugendmannschaften sind wieder eigenständig oder kooperieren mit anderen Vereinen.
Die erste Mannschaft der Fußballabteilung spielt in der Saison 2025/2026 in der Kreisklasse 2. Die neugegründete 2. Mannschaft spielt in der B-Klasse.
Die Tennisabteilung des SV Schwabelweis feierte 2017 ihr 30-jähriges Bestehen. Auch sportlich war diese Abteilung sehr erfolgreich. So stieg die 1. Mannschaft 2007 in die Bezirksliga und die 2. Mannschaft in die Bezirksklasse 2 auf. Momentan sind fünf Mannschaften im Seniorenbereich und sieben Mannschaften im Jugendbereich gemeldet.
Am 26. Februar 2009 machte sich die Abteilung als TC Schwarz-Weiß Schwabelweis wirtschaftlich selbstständig.
Die erste Mannschaft der Baseball-Abteilung (Regensburg Legionäre) ist in der Armin-Wolf-Arena beheimatet, dem größten Baseballstadion Deutschlands, und spielt seit vielen Jahren in der ersten Bundesliga. Die Abteilung gewann bisher zwei europäische Titel (B-Pool), sowie mehrere nationale Pokale und die deutsche Meisterschaft.
Des Weiteren ist der 1. AC Regensburg (Athletic-Club) in Schwabelweis beheimatet und bietet Ringen und Gewichtheben an.

### Freiwillige Feuerwehr
Die Freiwillige Feuerwehr wurde im Jahr 1873 gegründet. Das heutige Feuerwehrhaus steht in der Schwabelweiser Kirchstraße 17, das vor der Eingemeindung von Schwabelweis auch zugleich das Rathaus war. Die Feuerwehr ist mit einem modernen Feuerwehrhaus, einem Löschgruppenfahrzeug, einem Mehrzweckfahrzeug und seit 2006 auch mit einem Mehrzweckboot ausgerüstet.